# Konrad Knopp
Konrad Knopp (Berlin, 1882. július 22. – Annecy, 1957. április 20.) német matematikus. Teljes neve Konrad Theodor Hermann Knopp.

## Életpálya
Tanulmányait Berlinben és Lausanne-ban végezte. 1906-ban szerezte meg a tanári diplomát, 1907-ben doktorált. 1908-1909 között Japánban, Nagaszakiban egy kereskedelmi iskolában tanított. Járt Indiában és Kínában. 1910-ben a santungi Csingtaóban a német–kínai akadémián tanított. 1911-ben visszatért Németországba, ahol Berlinben a katonai-műszaki akadémián oktatott. Az első világháborúban tartalékos tisztként szolgált. 1915-ben  egyetemi docens lett. Előbb a königsbergi, majd 1926-tól 1950-ig a Tübingeni Egyetem matematika-professzora volt.

## Kutatási területei
Matematikai elméletek készítése, kész elméletek elemzése volt.

## Írásai
- Számtalan tankönyvet írt, elemzést készített és adott közre. Könyveit angolul is kiadták.
- 1918-ban szakmai társaival matematikai folyóiratot (Mathematische Zeitschrift) indított,  1934-1952 között szerkesztői munkát is folytatott.
- Höhere Mathematik – eine Einführung für Studierende zum Selbststudium 3 kötet Hans von Mangoldt-tól (8. kiadás: Leipzig - Hirzel, 1944 - 1947)

## Szakmai sikerek
- 1914-ben az I. világháborús sebesüléséért Vaskeresztet kapott,
- Rendes tagja volt a Bajor Akadémiának,